# 二碲化锝
二碲化锝是一种无机化合物，化学式为TcTe2。它可由碲和锝在高温反应得到。它是一种半导体，根据HSE06计算，块材的1Tdp相的间接带隙为0.37 eV，单层材料增大至1.21 eV。
除了TcTe2外，另一已知的碲化物是Tc6Te15，碲和锝按10:1反应得到。

## 拓展阅读
- Игорь Бекман. . Litres. 15 May 2022  [2022-10-12]. ISBN 9785043090591. （原始内容存档于2022-10-12） （俄语）.